# همفری بردین
همفری بردین (انگلیسی: Bala Bredin; ۲۸ مارس ۱۹۱۶ – ۲ مارس ۲۰۰۵) فرد نظامی اهل بریتانیا بود. وی همچنین برندهٔ جوایزی همچون صلیب نظامی شده‌است.